# Le Petit Matin (roman)
Pour les articles homonymes, voir Le Petit Matin.
Le Petit Matin est un roman de Christine de Rivoyre paru en 1968 aux éditions Grasset et ayant reçu le prix Interallié la même année.

## Résumé
L'intrigue se situe dans le Sud-Ouest à l'époque de l'Occupation dans les années 1944-1945. L'héroïne est une adolescente passionnée de nature et de chevaux que l'histoire ou le destin vont confronter à des choix cornéliens, parmi le cheval Citrouille, la Tante Eva Cracra ou l'ombrageuse jument Querelle, qui jusqu'à la dernière phrase du livre, se charge de décider quand les humains doutent...

## Adaptation cinématographique
Le roman a été adapté au cinéma en 1971 par Jean-Gabriel Albicocco dans un film homonyme.

## Éditions
- Le Petit Matin, Éditions Grasset, 1968  (ISBN 2-246-15953-9).